# Платуниха
Платуниха — упразднённая деревня в Вязниковском районе Владимирской области России.

## География
Урочище находится в северо-восточной части области, в зоне хвойно-широколиственных лесов, в пределах Волжско-Окского междуречья, при автодороге 17Н-134, на расстоянии примерно 24 километров (по прямой) к северо-западу от города Вязники, административного центра района.

### Климат
Климат характеризуется как умеренно континентальный. Средняя температура воздуха самого холодного месяца (января) — −11,1 °C (абсолютный минимум — −48 °С), средняя максимальная температура воздуха (июля) — +23,3 °С (абсолютный максимум — +37 °С). Годовое количество атмосферных осадков составляет около 607 мм, из которых 413 мм выпадает в период с апреля по октябрь.

## История
В «Списке населенных мест Владимирской губернии по сведениям 1859 года» населённый пункт упомянут как казённая деревня Вязниковского уезда, расположенная при «лесной роще Осиновом Кусте», в 30 верстах от уездного города. В деревне насчитывалось 5 дворов и проживало 23 человека (11 мужчины и 12 женщин).
По состоянию на 1905 год, в Платунихе имелось 7 дворов и проживало 30 человек. В административном отношении деревня входила в состав Мстерской волости.
По данным 1926 года в деревне имелось 10 хозяйств и проживало 46 человек (24 мужчины и 22 женщины). Являлась частью Шустовского сельсовета.